# Christina die Wunderbare

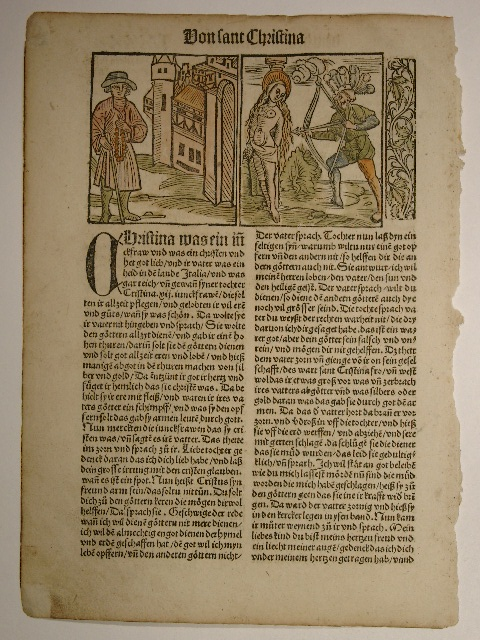
Seite aus der Legenda aurea mit einer Lebensbeschreibung Christinas

Christina die Wunderbare (Christina von Belgien, lat.: Christina mirabilis; * um 1150 in Brustem; † um 1224 in Sint-Truiden im heutigen Belgien) war eine Mystikerin. Ihr Gedenktag ist am 24. Juli. Sie gilt als Schutzpatronin der Müller sowie der psychisch Kranken und ihrer Helfer.
Über das Leben Christinas wissen wir aus den Zeugnissen des zeitgenössischen Enzyklopädisten Thomas von Cantimpré sowie des Kardinals Jakob von Vitry, der sie persönlich kannte. Christina soll zahlreiche Wunder gewirkt haben: Ihre Heiligenvita beginnt mit einer Nahtoderfahrung aufgrund ihrer übermäßigen Kontemplation und Askese. Sie sei bei der folgenden Beerdigung aus dem Sarg levitiert und habe von ihren Erlebnissen in Himmel, Hölle und Purgatorium berichtet. Ihre jungfräulichen Brüste sollen bei verschiedenen Gelegenheiten Milch und Öl abgesondert haben, um sie zu retten. Weitere Wunder umfassen körperliche Unversehrtheit in Feuern, eisiger Kälte und weiteren Gefahren, obwohl sie dabei große Schmerzen litt. Auch soll sie behauptet haben, den Gestank menschlicher Sünde riechen zu können. Dieser sei für sie so unerträglich gewesen, dass sie versuchte, vor dem Gestank in abgelegene Winkel zu fliehen. Unter anderem soll sie auf Bäume und Häuser geklettert sein und sich in Öfen und Schränken versteckt haben. Die Vita endet mit weiteren Levitationen und einer weiteren Erweckung von den Toten.
In der Gegenwart wurde Christina einem breiteren Publikum durch den Song Christina the Astonishing von Nick Cave bekannt.